# 三齐三十六寨
三齊三十六寨，羌族村寨，在今四川省茂縣，在縣城以北45公里。1730年代遭受嘉絨十八土司之一的瓦寺土司的第十八代土司桑朗容忠肆意敲詐、無端殘殺，後改土歸流。

## 土司苛政
清，雍正十三年（1735年），桑朗容忠殘殺羌人80餘人。乾隆元年（1736年）三齊受災，羌族未交麥糧，用銀折交上納，瓦寺土司不滿，率土兵300餘，聯合三齊寨後的雜穀土司夾攻，毀房無數，又殺80餘人，激起羌人反抗。在麻黃寨王特率領下，三齊羌人要求脫離土司管束，歸隸茂州流官管理，並到成都府等控告，至乾隆九年（1744年）八月正式歸隸茂州。三齊共設三里，三里共設保長一人。在清末民初時，劃入三齐乡和曲谷鄉。三齐乡後來和龙坪鄉併為三龍鄉。

## 辦學
《欽定大清會典事例》載，「十一年（乾隆十一年，1746年）议准，四川省三齊等三十六寨番民，歸隸茂州管轄。該寨番民，如有子弟秀異，通曉漢語，有志讀書者，即送州縣義學從師受業。如果漸通文墨，照土司苗猺子弟應試。

## 來源
1. 1 2  曾晓梅,吴明冉. . 《阿坝师范学院学报》. 2019, (1).[] 全文免費轉載至川康边根据地茶叶川陕边茶叶. . 新浪博客. 2020-03-17  [2020-09-06]. （原始内容存档于2020-09-06）.
2. ↑  《欽定大清會典事例》卷396-禮部-學校-各省義學。網上收錄於：. 中國哲學書電子化計劃.